# Myiotriccus phoenicurus
Myiotriccus phoenicurus, "östlig prakttyrann", är en fågelart i familjen tyranner inom ordningen tättingar.

## Utbredning och systematik
Fågeln delas in i två underarter med följande utbredning:
- M. p. phoenicurus – östra Anderna i sydvästra Colombia (söderut från västra Caquetá), östra Ecuador och norra Peru (norr om Marañónfloden)
- M. p. aureiventris – Andernas östslutning i centrala och östra Peru (Huánuco söderut till Puno)

Den betraktas oftast som underart till prakttyrann (Myiotriccus ornatus), men urskiljs sedan 2016 som egen art av Birdlife International och IUCN.

## Status
Den kategoriseras av IUCN som livskraftig.